# Hatsuzuki
Le Hatsuzuki (初月 Lune rafraichissante) était un destroyer de classe Akizuki en service dans la Marine impériale japonaise pendant la Seconde Guerre mondiale.

## Historique

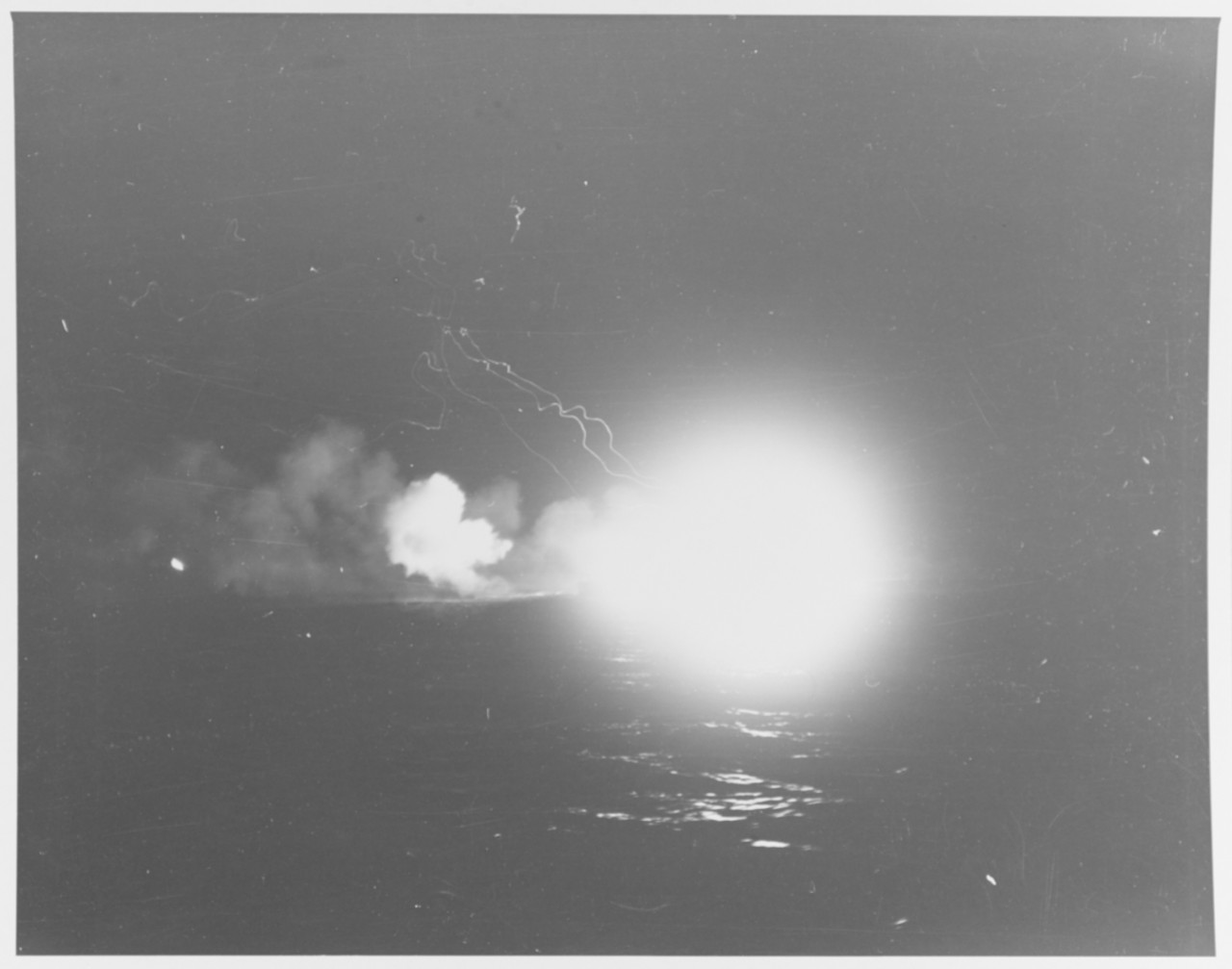
Bataille du golfe de Leyte, octobre 1944, destroyer japonais Hatsuzuki.

En octobre 1944, le Hatsuzuki est affecté à la Force du Nord commandée par l'Amiral Jisaburo Ozawa lors de la bataille du golfe de Leyte. Le 25 octobre, pendant la bataille au large du Cap Engaño, il est coulé à l'est-nord-est du cap Engaño, à la position géographique 20° 24′ N, 126° 20′ E, par les canons des navires américains. Au moment de son naufrage, il secourait les survivants des porte-avions Zuikaku et Zuihō en compagnie du Kuwa.